# Lorenzo Germani
Lorenzo Germani (Sora, 3 marzo 2002) è un ciclista su strada italiano che corre per il team Groupama-FDJ; già campione italiano under-23 in linea nel 2022, è professionista dal 2023.

## Palmarès
- 2019 (Juniores)[1]

La Ciociarissima
Gran Premio della Garfagnana
Coppa Borgo Panica
- 2020 (Juniores)[2]

Ciclismoweb Crono Challenge Berti Group (cronometro)
Trofeo Sportivi di Pieve al Toppo (campionato regionale Toscana)
- 2022 (Équipe Continentale Groupama-FDJ, due vittorie)

Campionati italiani, Prova in linea Under-23
2ª tappa Giro della Valle d'Aosta (Saint-Christophe > Saint-Christophe)

## Piazzamenti

### Grandi Giri
- Giro d'Italia

2024: 87º
2025: 63º
- Vuelta a España

2023: 85º
2024: 97º

### Classiche monumento
- Milano-Sanremo

2024: 152º

### Competizioni continentali
- Campionati europei

Plouay 2020 - In linea Junior: 28º
Anadia 2022 - In linea Under-23: 51º